# Мосини (Висконсин)
Мосини (енгл. Mosinee) град је у америчкој савезној држави Висконсин.

## Демографија
По попису из 2010. године број становника је 3.988, што је 75 (-1,8%) становника мање него 2000. године.
| Група             | 2000.         | 2010.         |
| Белци             | 4.000 (98,4%) | 3.863 (96,9%) |
| Афроамериканци    | 5 (0,1%)      | 12 (0,3%)     |
| Азијати           | 9 (0,2%)      | 19 (0,5%)     |
| Хиспаноамериканци | 28 (0,7%)     | 50 (1,3%)     |
| Укупно            | 4.063         | 3.988         |